# McComb
|  | Per a altres significats, vegeu «McComb (Ohio)». |

McComb és una ciutat dels Estats Units a l'estat de Mississipi. Segons el cens del 2000 tenia 13.337 habitants.

## Demografia
Segons el cens del 2000, McComb tenia 13.337 habitants, 5.265 habitatges, i 3.411 famílies. La densitat de població era de 447 habitants per km².
Dels 5.265 habitatges en un 33,4% hi vivien nens de menys de 18 anys, en un 35,5% hi vivien parelles casades, en un 25,3% dones solteres, i en un 35,2% no eren unitats familiars. En el 32% dels habitatges hi vivien persones soles el 15% de les quals corresponia a persones de 65 anys o més que vivien soles. El nombre mitjà de persones vivint en cada habitatge era de 2,47 i el nombre mitjà de persones que vivien en cada família era de 3,13.
Per edats la població es repartia de la següent manera: un 29% tenia menys de 18 anys, un 9,5% entre 18 i 24, un 24,7% entre 25 i 44, un 20% de 45 a 60 i un 16,8% 65 anys o més.
L'edat mediana era de 35 anys. Per cada 100 dones de 18 o més anys hi havia 71,6 homes.
La renda mediana per habitatge era de 22.644 $ i la renda mediana per família de 27.758 $. Els homes tenien una renda mediana de 27.899 $ mentre que les dones 17.402$. La renda per capita de la població era de 13.790 $. Entorn del 27,4% de les famílies i el 31% de la població estaven per davall del llindar de pobresa.

## Poblacions properes
El següent diagrama mostra les poblacions més properes.